# Verdrag van Ilbesheim
Het Verdrag van Ilbesheim werd getekend op 7 november 1704, na de Slag bij Blenheim. Het gevolg was dat Beieren zich terug trok uit de Spaanse Successieoorlog. Door de voorwaarden van het verdrag, werd Beieren in wezen militair bezet door Oostenrijk en de Palts, en bleef dat tot de Vrede van Baden in 1714.